# Ік-Вершина
Ік-Верши́на (рос. Ик-Вершина, башк. Ыҡ-Вершина) — присілок у складі Белебеївського району Башкортостану, Росія. Входить до складу Малиновської сільської ради.
Населення — 18 осіб (2010; 19 в 2002).
Національний склад:
- росіяни — 42 %